# سوندهایم
سوندهایم (به آلمانی: Sondheim vor der Rhön) یک شهر در آلمان است که در رن-گرابفلد واقع شده‌است. سوندهایم ۱٬۰۳۰ نفر جمعیت دارد.